# Pygopus steelescotti
Pygopus steelescotti là một loài thằn lằn trong họ Pygopodidae. Loài này được James, Donnellan & Hutchinson mô tả khoa học đầu tiên năm 2001.